# Luigi Amicone
Luigi Tommaso Amicone (Milano, 4 ottobre 1956 – Monza, 19 ottobre 2021) è stato un giornalista, saggista e politico italiano, fondatore del settimanale Tempi.

## Biografia
I suoi genitori emigrarono a Milano da Loreto Aprutino, in Abruzzo. A 14 anni entrò nell'organizzazione extraparlamentare di estrema sinistra Avanguardia Operaia. Laureato in scienze politiche ed in lettere moderne presso l'Università Cattolica del Sacro Cuore di Milano, negli anni settanta aderì a Comunione e Liberazione. Nel 1980 vinse la prima edizione del premio giornalistico Federico Motta e nel 1990 si iscrisse all'Ordine dei giornalisti.

### Collaborazione conIl Sabato
Dal 1980 al 1993 lavorò per il settimanale Il Sabato, del quale divenne redattore. Visitò da inviato speciale Belfast, dove documenta la guerra civile tra cattolici e protestanti, e Beirut, per seguire la guerra tra Libano e Siria. Tra il 1989 e il 1993, documentò la caduta dei regimi comunisti dell'Europa orientale e intervistò Václav Havel, Lech Wałęsa e Aleksander Kwaśniewski.
Nel 1991 fu inviato di guerra in Croazia e Serbia. Si recò più volte in Israele per documentare il conflitto arabo-israeliano. Intervistò Yasser Arafat a Tunisi. In Israele durante la guerra del Golfo, fu tra i primi giornalisti italiani a documentare la realtà dell'Iraq del dopoguerra (dicembre 1991).
Nel 1992 fu negli USA a seguire la rivolta dei neri nei ghetti di Los Angeles, Detroit e New York.

### La scoperta degli inediti di Pasolini
Nel 1992, recatosi a Casarsa, nella casa natia di Pier Paolo Pasolini, ricevette, da uno degli studenti della Versuta, un gruppo di poesie inedite del poeta. Le pubblicò su Il Sabato del 5 settembre. L'autenticità delle opere fu negata da Nico Naldini, cugino e biografo del poeta, nonostante essa fosse già stata suffragata nel 1986 da Tullio De Mauro e dall'Associazione Fondo Pasolini (con la premiazione della tesi di laurea della studentessa Carol Roncati che conteneva le stesse).
La pubblicazione fece molto scalpore e nei giorni seguenti la notizia fu rilanciata dal quotidiano tedesco Frankfurter Allgemeine. Nel 1993, a conferma della loro autenticità, Garzanti pubblica due di questi inediti (Rossa acqua sul petalo e Abbozzo per un lamento di foglie) in Bestemmia, tutte le poesie di Pier Paolo Pasolini.

### Impegno politico
Nel 2016 viene eletto consigliere comunale a Milano con Forza Italia, riportando 1 700 voti preferenze. Alle elezioni politiche del 2018 è candidato al Senato in Emilia-Romagna, sempre per Forza Italia, non venendo però eletto.

### Morte
È morto improvvisamente nella notte del 19 ottobre 2021, all'età di 65 anni, stroncato da un infarto. Le esequie sono celebrate il 21 ottobre presso il duomo di Monza, ed è stato poi sepolto nel cimitero di San Fruttuoso.

## Fondazione e direzione diTempi
Nel 1994 Amicone fondò il settimanale Tempi, del quale mantenne la direzione per diversi anni. Collaborava per Il Foglio ed il Giornale. È stato uno degli intellettuali di riferimento del movimento cattolico Comunione e Liberazione.

## Opere
- Incontri con una generazione allo sbaraglio, in AA.VV, Il Sabato, I ediz. Premio Giornalistico Federico Motta, 1981
- Nel nome del niente, con introduzione di Giovanni Testori, Rizzoli, 1982
- San Paolo, il traditore della legge, Clou, 1993
- Sulle tracce di Cristo, BUR, 1994
- Vangelo e storicità, a cura di Stefano Alberto, pp. 357–397, articoli di Luigi Amicone, Rizzoli, 1995
- Il pensiero secondo, Hannah Arendt, a cura di Paolo Terenzi, postfazione di Luigi Amicone, BUR, 1999
- Come la carezza di Dio, in AA.VV, Concupiscenza, I libri del Foglio, 2006
- E alla fine ci sarà il posto dell'amore, in AA.VV, Appunti per il dopo, I libri del Foglio, 2007
- Italia, oh cara!, Gianni Baget Bozzo, a cura di Luigi Amicone, Boroli, 2009
- Le avventure di un padre di famiglia, Valecchi, 2009